# NGC 1063
NGC 1063 ist eine Balken-Spiralgalaxie vom Hubble-Typ SBbc im Sternbild Walfisch südlich der Ekliptik. Sie ist schätzungsweise 413 Millionen Lichtjahre von der Milchstraße entfernt und hat einen Durchmesser von etwa 170.000 Lj.

Im selben Himmelsareal befindet sich u. a. die Galaxie NGC 1041.
Das Objekt wurde am 16. November 1881 Édouard Stephan entdeckt.